# Sciadia interrupta
Sciadia interrupta är en fjärilsart som beskrevs av Eugen Wehrli 1953. Sciadia interrupta ingår i släktet Sciadia och familjen mätare. Inga underarter finns listade.